# Дхарвад
Дхарвад (англ. Dharwad) — город в индийском штате Карнатака. Административный центр округа Дхарвад. Средняя высота над уровнем моря — 679 метров. По данным всеиндийской переписи 2001 года, в городе проживало 252 375 человек.

## Известные уроженцы
- Чхоте Рахимат Кхан — известный индийский музыкант, исполнитель на ситаре и композитор.
- Малликарджун Мансур — выдающийся индийский певец.